# Sanel Ibrahimović
Sanel Ibrahimović (Tuzla, 24 novembre 1987) è un ex calciatore bosniaco, di ruolo attaccante.

## Carriera

### Club
Nel 2012 l'RM Hamm Benfica si aggiudica le sue prestazioni in cambio di 35000 €. Ibrahimović non delude le aspettative, realizzando 20 reti in 24 incontri di campionato e sfiorando il titolo di capocannoniere: durante la stagione sigla una tripletta allo Jeunesse d'Esch (2-3), una quadripletta contro il Rumelange (8-2) e una cinquina ancora contro il Rumelange (9-1).
La stagione seguente passa allo Jeunesse d'Esch: al primo anno firma 14 marcature in 22 presenze, siglando una tripletta all'Etzella Ettelbruck (0-4). In Coppa consente allo Jeunesse d'Esch di battere in finale il Differdange (2-1), segnando una doppietta in 2'. Nella stagione successiva realizza 22 gol in 26 sfide di campionato, conquistando il titolo di miglior marcatore del torneo e quello di miglior giocatore dell'anno in Lussemburgo. In quest'annata mette a segno tre triplette contro la sua ex squadra, il Wiltz (3-1), lo Swith Hesperange (3-1) e il Racing (6-3).

## Palmarès

### Club

#### Competizioni nazionali
- Campionato lussemburghese: 4

F91 Dudelange: 2015-2016, 2016-2017, 2017-2018, 2018-2019
- Coppa del Lussemburgo: 4

Jeunesse d'Esch: 2012-2013
F91 Dudelange: 2015-2016, 2016-2017, 2018-2019

### Individuale
- Capocannoniere della Division Nationale: 3

Wiltz 71: 2010-2011 (18 gol)
Jeunesse d'Esch: 2013-2014 (22 gol), 2014-2015 (21 gol)
- Calciatore lussemburghese dell'anno: 1

2014